# Gérard Dagenais
Gérard Dagenais (né en 1913 à Montréal et mort en 1981) est un journaliste, traducteur, éditeur et linguiste québécois.

## Biographie
Il étudie le droit mais abandonne ses études et se tourne vers le journalisme. Il écrit notamment dans les journaux Le Soleil (1934), L'Ordre (1934), Le Canada (1937), Le Droit, L'Illustration nouvelle (1939),. Il est directeur littéraire de la Revue Moderne de 1940 à 1944. Il fonde un journal, La victoire des Deux-Montagnes (1948-1950). Il est aussi traducteur au Parlement fédéral du Canada en 1936-1937 et à la Presse canadienne de 1957 à 1959.
En 1944, il fonde les Éditions Pascal, une maison d'édition qui publiera 23 titres mais fermera en 1947. De 1947 à 1950, il travaille au ministère du Bien-être social et de la Jeunesse du Québec. En 1961, il enseigne la linguistique à l'université de Montréal. Dans les années 1960, il collabore à plusieurs émissions de télévision et au journal Le Devoir sur des sujets relatifs à la langue française.
En 1967, il publie son Dictionnaire des difficultés de la langue française au Canada, qui lui valut le prix de la langue-française de l’Académie française en 1969.
Anecdote : En 1969, il est le représentant de la Société Radio-Canada au jeu télévisé Le Francophonissime.

## Publications
- 1959 : Réflexions sur nos façons d'écrire et de parler
- 1966 : Des mots et des phrases pour mieux parler
- 1967 : Nos écrivains et le français
- 1967 : Dictionnaire des difficultés de la langue française au Canada
- 1973 : Pour un Québec français